# Judenrat

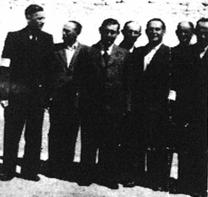
Le Judenrat du ghetto de Szydłowiec en 1939.

Les Judenrats (ou Judenräte, conseils juifs en allemand) étaient des corps administratifs formés dans les territoires occupés par l'Allemagne nazie. Composés des leaders des communautés juives, ils formaient le gouvernement de ces communautés et servaient d'intermédiaire entre les autorités nazies et la population. Ces conseils étaient forcés par l'occupant de fournir des Juifs qui devaient leur servir d'esclaves, et furent contraints d'aider à la déportation des populations vers les camps d'extermination,.
Les Judenräte ont été mis en cause par Hannah Arendt dans Eichmann à Jérusalem : rapport sur la banalité du mal comme un exemple de ce que fut la collaboration de Juifs. Cette opinion a été contestée et a fait l'objet de polémiques.

## Premiers Judenrats
Il est largement admis que la création du Judenrat a été inspirée par l'ordre du SS-Gruppenführer Reinhard Heydrich, et plus précisément par le compte-rendu de la réunion des commandants des Einsatzgruppen et des principaux départements du Bureau général de la police de sécurité, qui s'est tenue sous sa présidence à Berlin le 21 septembre 1939. Or, la section juive du Service de la sûreté de la SS où travaillait Adolf Eichmann appelait dès 1937 à la création d’une organisation juive imposée (Zwangsorganisation) et strictement contrôlée à travers laquelle les ordonnances nazies seraient appliquées aux Juifs.
L’annexion de l’Autriche en mars 1938 constitua une occasion en or. Envoyé à Vienne, Eichmann réorganisa la communauté juive et fut ensuite autorisé à établir l’instance de contrôle souhaitée : le « Bureau central de l’émigration juive ». Devant le succès remporté par cette structure, qui réussit en six mois à déclencher l’émigration de près de 50 000 Juifs, il fut suggéré lors de la célèbre réunion des principaux responsables du Reich, organisée dans le bureau de Göring, le 12 novembre 1938 de créer une instance similaire également dans « l’Ancien Reich ». La structure du pouvoir y étant différente, cette organisation revêtit une autre forme : celle d’une organisation à l’échelle du pays, appelée Reichsvereinigung der Juden in Deutschland (« Union du Reich des Juifs d’Allemagne ») qui commença à fonctionner en février 1939 avant d’être légalisée le 4 juillet 1939.
Parallèlement à ce qui se passait en Allemagne proprement dite, le modèle de Vienne fut appliqué aussi bien dans la ville libre de Dantzig, sous contrôle nazi, qu’à Prague, capitale du protectorat de Bohême-Moravie (territoires tchèques) récemment annexé. Ainsi, à la veille de la Seconde Guerre mondiale, deux modèles de dirigeants s’étaient constitués : l’un local (comme à Vienne, Prague et Dantzig), l’autre à l’échelle nationale, comme en Allemagne proprement dite. Ce furent toujours les spécialistes de la « question juive » dans l’appareil de la Sûreté qui poussèrent à la création de cette direction, mais leur préférence allait au premier modèle, local et non stipulé par la loi, ce qui laissait une marge de manœuvre plus grande à l’autorité de tutelle.
Les premiers Judenrats furent créés durant l'occupation de la Pologne en automne 1939 sur ordre de Reinhard Heydrich, quelques semaines après le début de la Seconde Guerre mondiale. Au fur et à mesure de l'élargissement de l'occupation nazie, les Judenrats furent créés dans toutes les zones occupées, à l'exception de la France, de la Belgique et de la Grèce, probablement du fait que les Allemands avaient décidé de ne pas annexer ces régions. Mais dans ces territoires, les nazis prescrivirent à la communauté juive de créer un conseil des anciens en vue de veiller à l'application des ordres de l'occupant.
La zone territoriale de responsabilité relevant des Judenrats variait sans que l'on puisse déterminer un système de fixation des règles à ce propos. Un Judenrat pouvait correspondre au territoire d'une ville ou d'un village ou même parfois d'une région. En Allemagne, aux Pays-Bas, en Slovaquie (Ústredňa Židov), en Roumanie et dans le protectorat de Bohême-Moravie la juridiction des Judenrats s'étendait à toute une région.
Dans des cas isolés, les Juifs se créèrent leur propre organe d'auto-gouvernance, avant même que ne fût créé un Judenrat. De telles créations furent rendues nécessaires, pour organiser, dans la mesure du possible, la vie de la communauté, pour avoir des organes représentatifs en vue des discussions avec les occupants et d'acheter les fonctionnaires dans le but de protéger les Juifs, pour éloigner les pillards et les trublions et pour réglementer l'envoi des Juifs au travail obligatoire. À Kamin-Kachyrsky, par exemple, un organe autonome de ce type fonctionna pendant 3 mois.
Le rôle des Judenrats fait apparaître de grandes différences d'un pays à l'autre ou d'une région à l'autre. The Yad Vashem Encyclopedia of the ghettos during the Holocaust explique clairement qu'on ne peut présenter le ghetto comme un phénomène univoque et invariable.

## Structure et représentants du Judenrat
Un Judenrat, conformément aux instructions d'Heydrich, fut créé dans chaque agglomération comprenant une population juive sur toute l'étendue du territoire occupé. Quand la population dépassait 10 000 habitants, le Judenrat comprenait 24 membres. Quand elle ne dépassait pas ce chiffre, il en comprenait 12. Le chef du Judenrat était souvent appelé « judenalster » (allemand : Judenältester) — le staroste juif.
Beaucoup de Juifs s'imaginaient que le statut de membre du Judenrat garantissait dans une certaine mesure la vie même et pour cette raison le cadre du Judenrat était élargi autant que faire se pouvait. De plus les collaborateurs du Judenrat et la police juive recevaient plus de rations, plus d'avantages que les autres prisonniers du ghetto.
Le président du Judenrat (le « staroste juif ») était seul à être en contact avec les forces allemandes, ce qui fait que la population des ghettos pensait que les Allemands tenaient compte de son avis alors qu'en réalité le staroste transmettait et obéissait aux ordres des occupants. Pour la plupart des obligations imposées aux Judenrats, les conseillers juifs ne disposaient d'aucun pouvoir et les forces allemandes d'occupation ne tenaient aucun compte de leurs avis et, au mieux, le Judenrat parvenait, avec un peu de chance, à ajourner un temps la suite des massacres de prisonniers ou l'envoi des Juifs dans des camps d'extermination.

## Constitution des Judenrats
En Europe, de nombreuses actions sociales furent entreprises par les membres des Judenrats, les membres actifs des partis politiques et les organisations religieuses et de bienveillance. En Union Soviétique occupée, les Allemands tentèrent également de créer des Judenrats dans les communautés juives concernées. Comme d'une part, du fait des contacts durant la pratique religieuse, les instituteurs locaux ou les médecins connaissaient bien tous les Juifs de la communauté locale, et que d'autre part, du fait du mécontentement des Juifs à l'égard de l'attitude du pouvoir soviétique vis-à-vis du judaïsme, les Allemands pouvaient s'attendre à ce qu'ils remplissent correctement leur fonction de staroste juif ou de membre du Judenrat, là où il n'y avait pas d'autorité religieuse, les nazis chargèrent souvent des responsabilités d'un Judenrat ces médecins ou ces instituteurs locaux,.
Le souhait des Allemands de nommer comme membre du Judenrat des Juifs connus du fait de leur activité, peut s'expliquer par plusieurs raisons.
- En premier lieu, cela leur donnait la possibilité de renforcer leur autorité vis-à-vis des représentants du ghetto et d'éviter ainsi les possibilités de troubles.
- En second lieu, l'exécution des ordres nazis par ces dirigeants du Judenrat humiliait ceux-ci, aux yeux des prisonniers, et diminuait d'autant leurs possibilités d'organiser des rébellions.
- En troisième lieu, le fait de conserver des autorités d'avant l'occupation, endormait la vigilance des Juifs et permettait de retarder le moment où le ghetto serait liquidé.
- En quatrième lieu, l'honorabilité des membres du Judenrat permettait de s'en servir utilement comme otages, du fait que lorsque les nazis s'en prenaient, sans hésitation, à la vie de ces personnes cela signifiait pour les simples prisonniers que leur propre vie ne représentait vraiment rien aux yeux de nazis[5].

Dans la plupart des cas, les Juifs ne voulaient pas travailler comme membre du Judenrat. La principale raison en était qu'ils ne voulaient pas entreprendre d'action contre les autres Juifs et n'aimaient pas se couvrir de déshonneur, en partie aussi parce que les risques dépassaient les avantages supposés liés à la fonction. Et encore parce que peu de gens étaient capables de supporter les humiliations continuelles qu'apportait inévitablement le travail au sein d'un Judenrat. Dans la ville de Velikié Louki, par exemple, le président du Judenrat, un certain Labasse, âgé de 65 ans, était obligé de répéter tous les jours en allemand la phrase suivante : « Moi, le juif Labasse, je vous annonce… que tous les Juifs sont à leur place… », etc. Si un seul Juif avait manqué, Labasse aurait été massacré sans pitié. Pourtant il fallait bien que l'on s'occupe de son frère juif dans les conditions inhumaines du ghetto et finalement les Juifs acceptaient de travailler pour le Judenrat dans l'espoir de sauver les leurs,,.
Le président du Judenrat choisissait comme membres les Juifs de la région, mais les nazis contrôlaient leur choix et l'administration allemande décidait toujours en dernier ressort. Parfois les dirigeants du Judenrat étaient choisis au hasard. Par exemple, à Vilnius, ne trouvant pas de rabbin sous la main, les Allemands confièrent l'organisation du Judenrat au premier venu servant dans la synagogue ; de même à Eupatoria en Crimée, les occupants confièrent aux dix premiers Juifs qui leur étaient tombés sous la main les fonctions de membres du Judenrat.

### Assassinat des membres des Judenrats
La composition des Judenrats se modifia rapidement. Les nazis tuèrent un grand nombre de membres des Judenrats ou les envoyèrent dans des camps de la mort au même titre qu'ils le faisaient avec les prisonniers des camps. En Europe occidentale 90 % des dirigeants des ghettos furent tués et dans la partie occupée de l'URSS on peut considérer que c'était 100 %. Ceux dont les Allemands n'étaient pas satisfaits ou qu'ils soupçonnaient ou qui ne se montraient pas assez modestes étaient tués immédiatement. Le résultat consistait en ce que les dirigeants de la communauté juive qui avaient été appelés lors de la création du ghetto, étaient constamment remplacés par des gens qui montraient comme seule qualité leur obéissance sans limite. Par exemple, le 3 juillet 1942, les Allemands ordonnèrent au staroste du ghetto de Baranavitchy, Izakson, de dresser la liste des prisonniers en vue de les exterminer. Ce à quoi il répondit : « Je ne suis pas Dieu, pour savoir qui doit vivre et qui doit mourir » — il fut fusillé avec d'autres choisis sans qu'il ait participé à leur choix. Le chef du ghetto de Lvov, Joseph Farnèse, à qui on ordonnait de présenter des listes de travailleurs pour les travaux forcés répondit : « La communauté et son organe n'ont pas été créés pour envoyer les juifs à la mort » — et fut tué par les nazis, mais ses successeurs Adolf Rotfeld, Edouard Eberson et Landsberg ne résistèrent plus aux décisions des forces allemandes,.
En cas d'insubordination, les membres des Judenrats étaient exterminés immédiatement. Dans le ghetto de Lvov, un seul président de Judenrat mourut de mort naturelle. Les trois autres furent tués par les Allemands. Dans le ghetto de Minsk, deux présidents de Judenrat furent tués par les Allemands, dans le ghetto de Vilnius, ce sont également deux présidents et divers membres du Judenrat qui furent tués. Dans le ghetto de Lida, dans le ghetto de Monastyrchtchina (Oblast de Smolensk) et à Khislavichy (Oblast de Smolensk) les premiers Judenrats, au complet, furent passés par les armes par les Allemands.
Il n'était pas rare que les membres des Judenrat se suicident, désespérés de ne pouvoir sauver les prisonniers de la mort ou de la déportation dans des camps d'extermination. Ce fut le cas d'Adam Czerniaków, chef du ghetto de Varsovie, lorsqu'il apprit la déportation des prisonniers. Certains membres des Judenrats tuèrent des résistants juifs. Il n'y a qu'en Grèce et aux Pays-Bas que le statut de staroste donnait réellement une chance de survie,.

## Fonctions et activités des Judenrats
Les Judenrats s'occupaient en premier lieu du déménagement des Juifs d'emplacements peu peuplés vers les endroits où étaient créés des ghettos et où les Juifs pouvaient soit être installés, soit rassemblés pour être ensuite évacués vers d'autres ghettos, vers d'autres emplacements dans la ville ou encore vers des camps d'extermination.
Avec le temps les fonctions des Judenrats furent étendues et ils portèrent la responsabilité de tout ce qui se passait à l'intérieur du camp et de la réalisation des mesures administratives et économiques prises par les Allemands à l'encontre des Juifs. Cela incluait l'approvisionnement ménager, le maintien de l'ordre, la répression de la contrebande, l'approvisionnement alimentaire, l'appel au travail et la répartition du travail obligatoire, la collecte des moyens financiers et des contributions, le choix des candidats aux camps de travail et l'accomplissement des ordres des nazis. Le Judenrat contrôlait aussi les structures administratives à l'intérieur du ghetto, la police juive, le service d'incendie, les services de santé, les services sociaux, les décomptes statistiques, le travail des structures d'enseignement et encore des synagogues,.

### Approvisionnement alimentaire

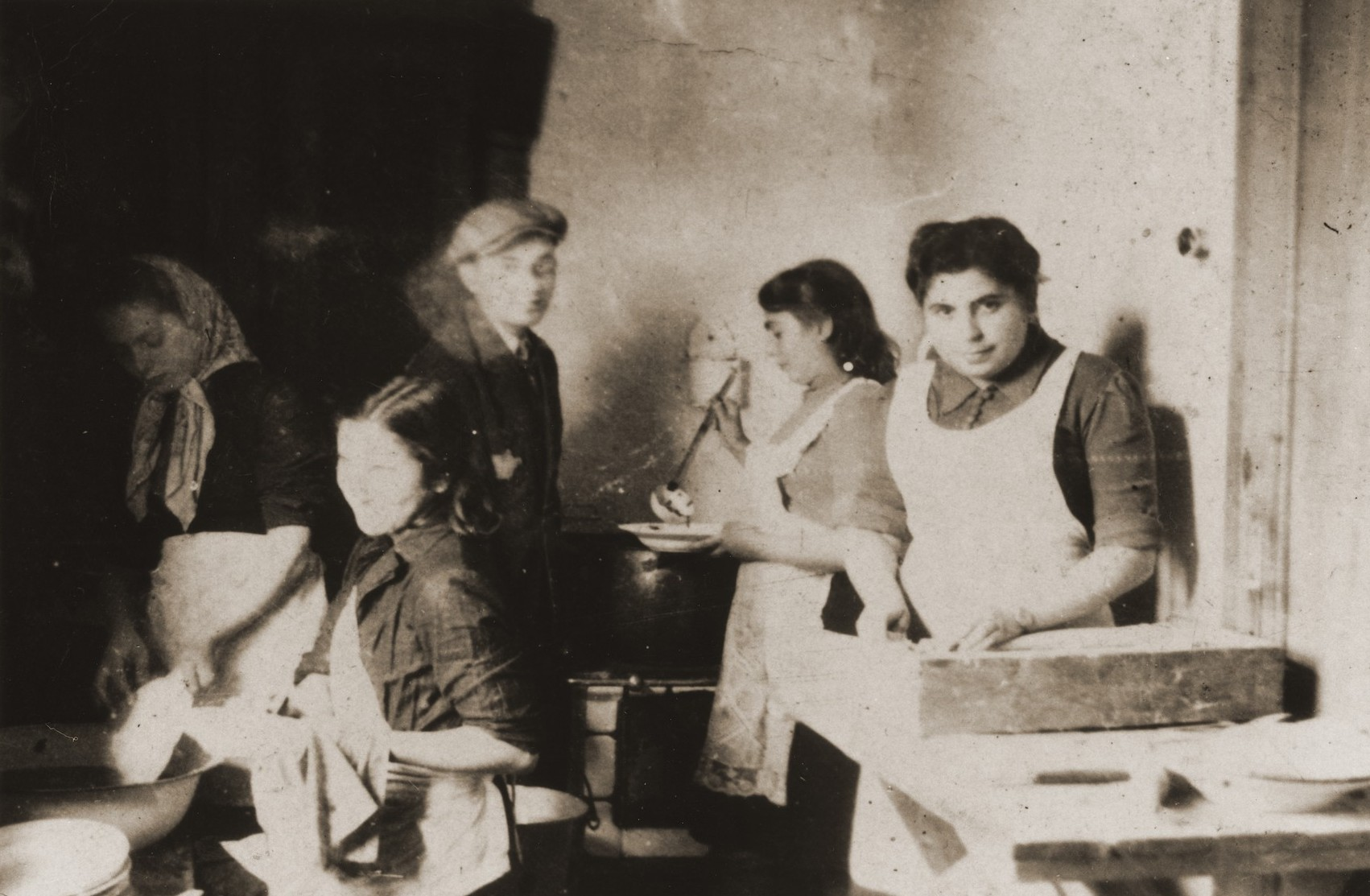
Cantine collective dans le Ghetto de Lodz.

Les Judenrats partageaient les rations alimentaires de misère réservées par les Allemands aux prisonniers des camps. Mais dans certains ghettos, les Allemands ne laissaient aucune nourriture à disposition des prisonniers. Les Allemands réussirent à faire de la faim le second moyen d'élimination en masse des Juifs (après celui qui consistait à les assassiner). Par exemple, dans le ghetto de Lodz sur 200 000 prisonniers, la moitié mourut de faim. Dans le ghetto de Kaunas, les Juifs qui travaillaient aux travaux forcés recevaient 1 400 grammes de pain et 250 grammes de viande de cheval par semaine. Ceux qui ne travaillaient pas : la moitié de ces quantités. À Baryssaw dans le ghetto, les prisonniers travailleurs recevaient 150 grammes de pain par jour, dans le ghetto de Chpola les prisonniers n'étaient pas nourris du tout, dans le ghetto de Smolensk des centaines de prisonniers moururent de faim,.
Dans beaucoup de ghettos les Judenrats s'efforcèrent de pallier la famine, en organisant du transport illégal de nourriture pour les prisonniers, par des achats non autorisés ou des échanges de produits et leur livraison secrète dans le ghetto. Pour des délits de « contrebande » de produits, la sanction était la plupart du temps la mort par fusillade. Dans le ghetto de Vilnius, par exemple, il arrivait que le Judenrat puisse par de la contrebande faire entrer dans le camp, une charrette entière de produits, achetés à des Lituaniens, en les cachant dans des transports d'immondices ou dans des corbillards. Il était très rare que le Judenrat obtienne l'autorisation officielle des Allemands de faire entrer dans le camp de la nourriture achetée à l'extérieur. Mais, même dans ce cas, seule une petite partie des produits arrivaient jusqu'au camp. Par exemple, dans le ghetto de Lvov le Judenrat avait réussi par des efforts conjugués à obtenir une tonne et demie de produits et de médicaments. Mais les policiers et les Allemands interceptèrent la plus grande part de cette nourriture.
Les Judenrats organisaient, dans la mesure du possible, la culture des légumes sur chaque lopin de terre, organisaient des cantines pour ceux qui mouraient de faim. Ainsi, dans le ghetto de Brest-Litovsk, le Judenrat parvenait à veiller à un minimum d'approvisionnement pour 25 % des prisonniers. À Varsovie, Białystok et encore ailleurs, des Judenrats parvinrent à pourvoir, autant que faire se pouvait, à la nourriture, au chauffage et à l'habillement d'une partie de la population de ces ghettos.

### Médecine et hygiène

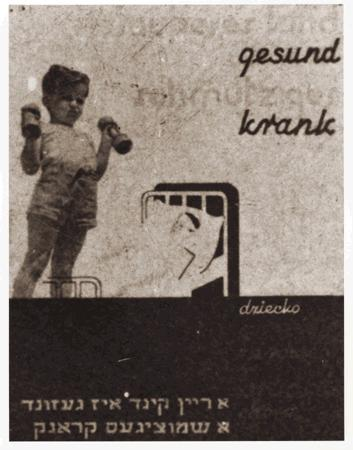
Panneau dans le ghetto de Lvov : « un enfant propre est en bonne santé, un enfant sale est malade ».

Les Juifs devaient subsister dans le ghetto dans des conditions tout à fait contraires à l'hygiène. Les prisonniers devaient supporter la promiscuité, la faim, le froid, l'absence d'eau courante et de canalisations sanitaires de décharge, les poux, les plaies purulentes, les travaux pénibles. La maladie dans les ghettos était la règle et non l'exception. Il n'y avait ni assez de médecins, ni suffisamment de médicaments.
Dans de telles conditions, dans une telle misère, l'aide médicale et une assistance minimale en matière d'hygiène étaient une préoccupation constante des Judenrats. La mesure la plus élémentaire en matière d'hygiène était l'installation de bains et beaucoup de Judenrats purent en installer. Il y a des cas où, s'il n'y avait pas de demande de bains, il n'était pas question de tickets de rationnement alimentaire.
Dans quelques ghettos importants, les Judenrats obtinrent des Allemands l'autorisation d'ouvrir un hôpital, mais dans la plupart des cas, les occupants ne permirent pas aux Juifs d'organiser des soins médicaux. À Kalouga, par exemple, le chef du ghetto Frenkel ne reçut qu'un refus à sa demande de créer un dispensaire. Mais dans le ghetto de Vilnius, l'hôpital (malgré un déficit de médicaments) possédait quatre sections, dont un cabinet de radiologie, un laboratoire et un effectif de 150 personnes.
La mortalité dans le ghetto était de 4 à 10 fois plus élevée que parmi les populations des autres zones occupées. En cas de risque d'épidémie, les Allemands, dans la plupart des cas, détruisaient entièrement le ghetto. Mais souvent les Judenrats parvenaient à prévenir ces épidémies massives. Hospitaliser les malades infectés n'était pas possible, parce que l'infection pouvait arriver à la connaissance des Allemands. Dès lors, les médecins juifs devaient souvent communiquer des diagnostics falsifiés et soigner en secret les malades juifs infectés (surtout pour le typhus).

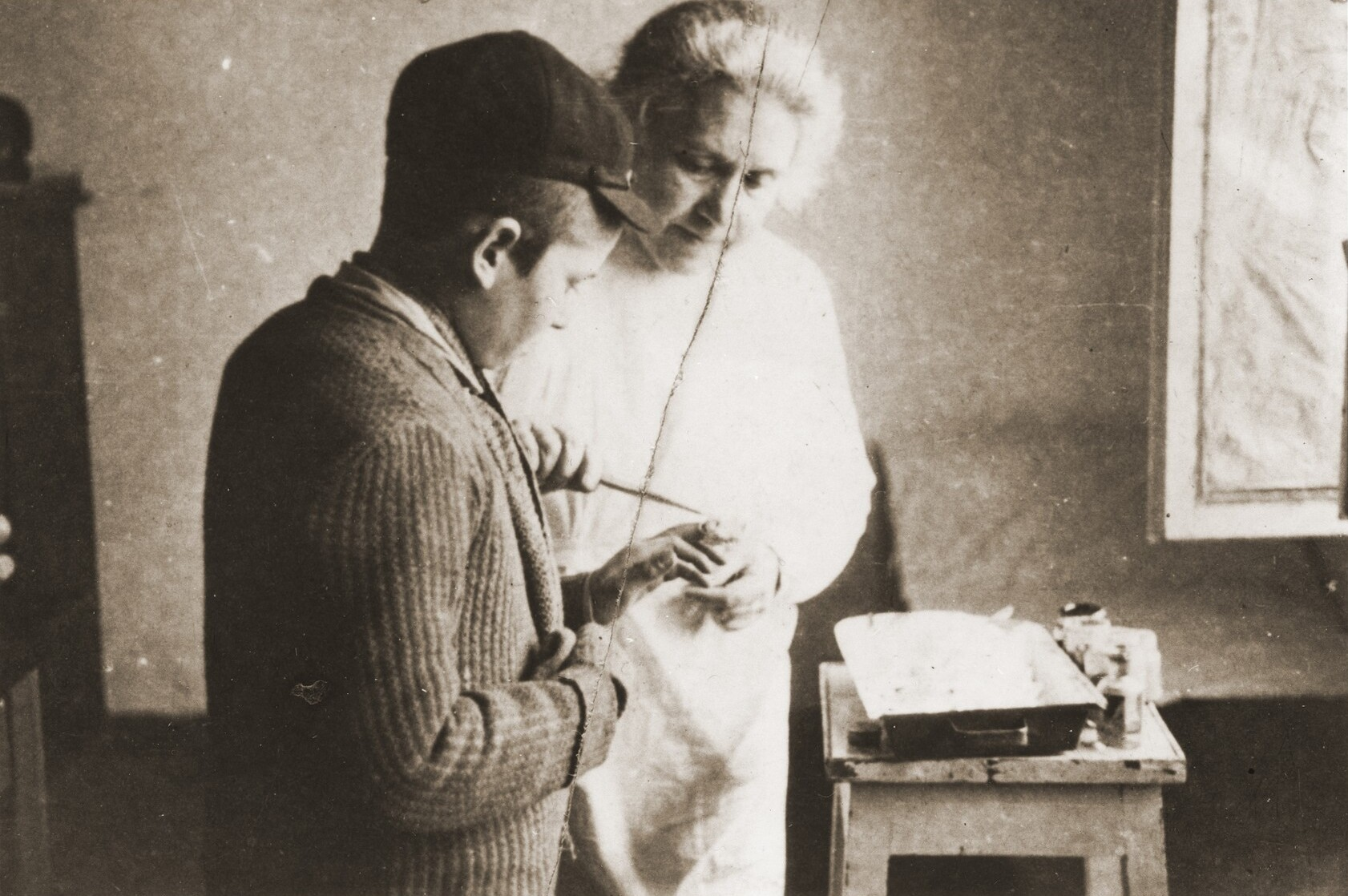
Une femme-médecin donne des soins au lazaret du ghetto de Łódź

Parfois l'hôpital du ghetto se révélait un piège. Par exemple, en 1941, dans le ghetto de Kaunas les Allemands incendièrent l'hôpital dans lequel se trouvaient 60 personnes : des malades et du personnel médical. Mais le Judenrat fut obligé de prendre le risque d'en créer un nouveau parce qu'en dépit de l'absence de médicaments et d'instruments chirurgicaux, les médecins juifs s'ingéniaient, à tout prix, à guérir les prisonniers malades.
De douloureux problèmes moraux se posaient constamment au Judenrat et aux médecins. Par exemple, chaque jour il fallait décider à quel prisonnier seraient donnés en premier lieu les médicaments dont le ghetto disposait. Un problème douloureux résidait dans l'interdiction faite aux femmes juives du ghetto, d'accoucher. La direction du ghetto était obligée, sous peine de mort de communiquer chaque cas de grossesse, et dans ce cas les nazis tuaient toute la famille. Si l'existence de grossesses ou des faits d'accouchement étaient cachés, le ghetto était en grand danger. Il fallait donc prendre toutes les mesures contre les accouchements, et les médecins devaient procéder à des avortements même sur des femmes enceintes de huit mois, pour sauver la vie des enfants déjà en vie ainsi que celle de leurs parents. Dans l'agenda du secrétariat du Judenrat du Getto de Szawlach on peut lire :

« En plus de toutes les humiliations et démoralisations nous sommes obligés de tuer nos propres enfants. Dans ces jours noirs, il y avait trois jeunes femmes au dernier stade de leur grossesse. Les contrôles journaliers ne donnaient pas la possibilité de les cacher et de sauver les enfants à venir. Désespérées elles demandèrent au médecin de provoquer un accouchement prématuré et de tuer les enfants nés. Ce qui fut fait dans un logement privé. Des enfants vivants et sains naquirent. Un de ceux-ci était d'une beauté peu commune. Tous moururent avec l'aide d'une seringue et furent enterrés non pas au cimetière mais dans un recoin du ghetto. C'était mieux que par les mains des Allemands… »

### Lutte pour les sans-abris
Beaucoup d'efforts des Judenrats étaient consacrés à trouver une solution au problème des prisonniers sans-logis, et tout était fait pour que personne ne reste sans abri. Il était très difficile de réaliser cet objectif. Par exemple, dans le ghetto de Varsovie, un tiers de la population de la ville vivait à 13 ou 15 personnes dans une seule chambre, et toute la population de la ville se logeait dans une surface représentant 5 % de toute la superficie. Par habitant, dans le Ghetto de Grodno était mis à disposition un mètre carré d'habitation. Dans le ghetto de l'oblast de Vélija Odessa, 500 Juifs furent entassés dans une porcherie prévue pour 300 cochons.

### Culture et éducations dans le ghetto

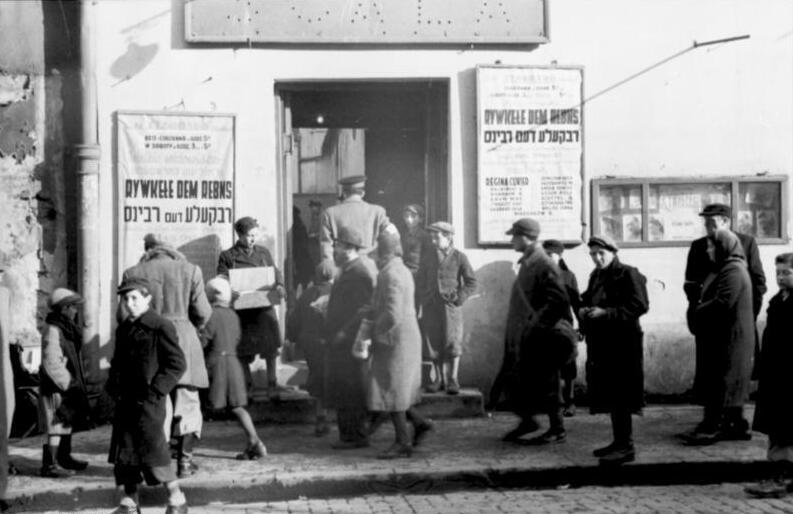
Ghetto de Varsovie, le 2 mai 1941. Entrée du théâtre « Eldorado » (rue Dzielna, 1) — première de la comédie de Kalmanovitch « Rywkełe dem rebns ».

Malgré tout, les Judenrats menaient une lutte morale contre les nazis. Les conseils juifs, dès que la moindre occasion leur était donnée, essayaient de prendre ne fût-ce que quelques mesures dans le domaine culturel. Dans les circonstances inévitables relatives à la mort, des concerts et des spectacles aidaient beaucoup de Juifs à survivre face au désespoir.
Les Juifs n'avaient pas le droit de donner un enseignement à leurs enfants. Mais dans le ghetto les prisonniers contournaient cette interdiction le mieux possible. Dans certains rares ghettos, les nazis autorisaient l'enseignement. Mais l'école devenait alors souvent un piège et les nazis prétextaient que les enfants n'étaient pas « travailleurs » pour les tuer. Dans l'école, ils pouvaient les capturer immédiatement et en grand nombre. Dans le ghetto de Kaunas par exemple, le Judenrat, après de nombreuses hésitations morales, décida de ne pas créer d'école, mais par contre commença à organiser l'enseignement pour 500 prisonniers répartis en deux écoles malgré le peu d'espace disponible dans le ghetto. Même après la date du 26 août 1942, quand les nazis interdirent tout enseignement dans le ghetto les Juifs de Kaunas continuèrent à enseigner à leurs enfants.

### Activité financière

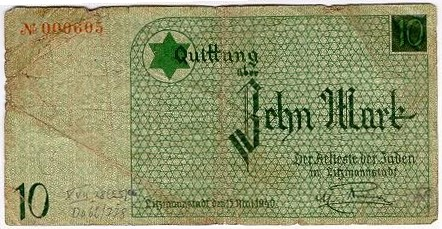
Coupure de 10 marks imprimée dans le ghetto de Lodz pour l'usage interne.

Pour les Judenrats, qui menaient une lutte perpétuelle pour la vie dans le ghetto, l'argent manquait toujours pour réaliser ce qu'ils voulaient. Le fonds de réhabilitation de l'habitat n'était pas approvisionné ; les hôpitaux devaient acheter des médicaments ; les orphelinats manquaient d'argent pour soigner les enfants ; il fallait acheter des produits alimentaires pour ceux qui étaient sous-alimentés ; dans les écoles il manquait d'argent pour l'enseignement. Il manquait aussi d'argent pour la réfection et l'entretien des rues, l'approvisionnement en eau, la distribution de l'électricité, pour les égouts. Des imprévus se présentaient continuellement. Pourtant, il était vital de dépenser pour acheter ce qui était indispensable, tenter de se sauver d'une mort certaine, par la corruption des Allemands et des policiers. Ou tout au moins, pour ne pas être arrêté et pour obtenir une certaine indulgence dans les cas de condamnation aux travaux forcés.
L'argent ne provenait que d'une source : des prisonniers du ghetto eux-mêmes. Ceux-ci, se trouvant entre la vie et la mort, devaient de toute manière trouver la possibilité de payer des impôts au Judenrat pour que ce dernier puisse faire face aux besoins de la communauté. C'est comme cela que les Judenrats trouvaient de l'argent mais aussi en vendant plus cher des produits qu'ils avaient achetés moins chers. Ils demandaient aussi de l'argent pour les soins médicaux et les services communaux, ou en imposant des contraventions. Ils devaient habituellement tenir deux caisses : une, officielle, qu'ils pouvaient présenter aux contrôleurs nazis, l'autre pour payer les pots-de-vin et acheter des marchandises illégalement, le tout sous peine de sanctions capitales.

## Relation avec les forces d'occupations
Le sort des Judenrats était inévitablement funeste. Les Allemands créaient des Judenrats pour les aider à exterminer les Juifs uniquement. Quand le Judenrät s'opposait à ce programme allemand il était exterminé (comme dans le Ghetto de Lvov entre le 5 et le 7 janvier 1943). Contraints d'appliquer les directives nazies ils ont été accusés de collaboration. Les présidents de ces conseils devaient décider s'ils acceptaient ou refusaient d’obéir aux ordres nazis. Au Ghetto de Varsovie le président du Judenrät, Adam Czerniakow, se suicida le 22 juillet 1942 pour ne pas avoir à participer à l'organisation de rafles de Juifs quand débuta la vague de déportations vers les camps d'extermination nazis.
Au début les Judenrats espéraient gagner du temps et accomplissaient tout ce que les Allemands demandaient : collecter de l'argent, donner des fourrures et des objets de valeur, envoyer les gens au travail obligatoire. Mais indépendamment de la conduite du Judenrat, le but des Allemands restait toujours l'extermination des Juifs. Beaucoup de conseillers des Judenrats ne parvenaient pas à croire qu'il existait dans l'esprit des Allemands un plan de « résolution complète de la question juive » vouant les Juifs à une extermination totale. C'est pourquoi, même après la réalisation de plusieurs « actions » (c'est par cet euphémisme que les nazis désignaient l'organisation de massacres de masse), beaucoup de membres des Judenrats tentèrent d'expliquer ces actions par le souhait des Allemands de se débarrasser des prisonniers incapables de travailler pour diminuer les dépenses relatives au maintien du ghetto. C'est en tout cas comme cela que raisonnèrent les chefs de la plupart des ghettos, par exemple Barach au ghetto de Białystok, Gens au ghetto de Vilnius, Tcherniakov au ghetto de Varsovie, Hermon Lieberman au ghetto de Hlybokaïe. Ils ne parvenaient pas à croire que les nazis voulaient arriver à l'élimination physique de tous les Juifs des ghettos.

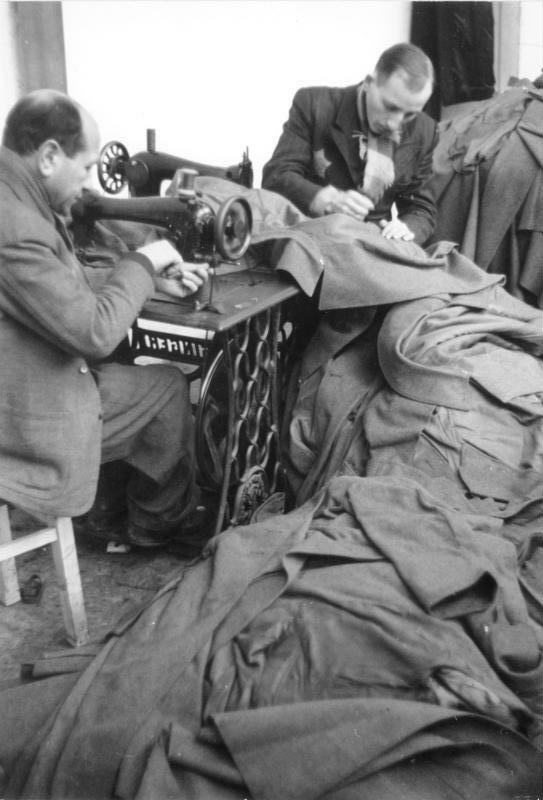
Travail des prisonniers à l'atelier de couture du ghetto de Lodz.

Dans les cas évidents de non-accomplissement des exigences allemandes, c'était la mort assurée pour les membres du Judenrat. C'est pourquoi le maximum que pouvaient faire les conseillers de celui-ci était de réaliser les ordres des Allemands le plus mal possible, en tentant de retarder ou d'adoucir les actions anti-juives du pouvoir. Mais une partie des membres des Judenrats s'imaginait, au contraire, que si les ordres des Allemands étaient réalisés sans conditions, il serait possible d'obtenir de l'indulgence. Les Judenrats essayaient souvent de démontrer l'intérêt financier du travail des prisonniers pour l'économie de guerre du Reich (c'était la politique du « sauvetage par le travail ») et donc l'intérêt de laisser en vie le plus possible de Juifs. C'était une illusion largement répandue : « nous survivrons, si nous sommes nécessaires », « le travail pour rester en vie ». C'est dans ce but que les Judenrats œuvrèrent de toute leur force pour fournir aux Allemands les produits dont ceux-ci avaient besoin. Par exemple, Baratch dans le ghetto de Bialystok, avait organisé une fabrique qui travaillait pour l'armée allemande et avait même organisé une exposition pour montrer quelle était l'utilité pour les ghettos de travailler pour l'Allemagne. Mais, finalement cela n'aida aucun ghetto et les Juifs de Bialystok furent tués, peut-être un peu plus tard, mais exactement comme dans les autres ghettos,.
Dans les conditions de désolation qui existaient dans les ghettos, certains ghettos refusaient de livrer les Juifs, d'autres, en vue de sauver la communauté se sacrifiaient pour prendre part au choix des prisonniers qui feraient partie de la prochaine tuerie. Le chef du ghetto de Lodz, Chaim Rumkowski, réussit à convaincre les prisonniers de ne pas s'opposer à l'envoi d'enfants dans un camp de concentration pour, à ce prix, sauver ceux qui restaient.
En suivant de tels principes, il arrivait fréquemment et forcément que les Judenrats soient en conflit, surtout avec les Juifs clandestins du ghetto. Ainsi, à Varsovie, l'organisation juive de combat (Żydowska Organizacja Bojowa) attaqua la police juive. Dans le ghetto de Vilnius il y eut des échauffourées. En Haute-Silésie orientale le président du Judenrat, Moché Mérine, déclara la guerre aux Juifs clandestins du ghetto. Des situations semblables se produisirent dans le ghetto de Cracovie et encore dans d'autres ghettos.

## Participation et résistance

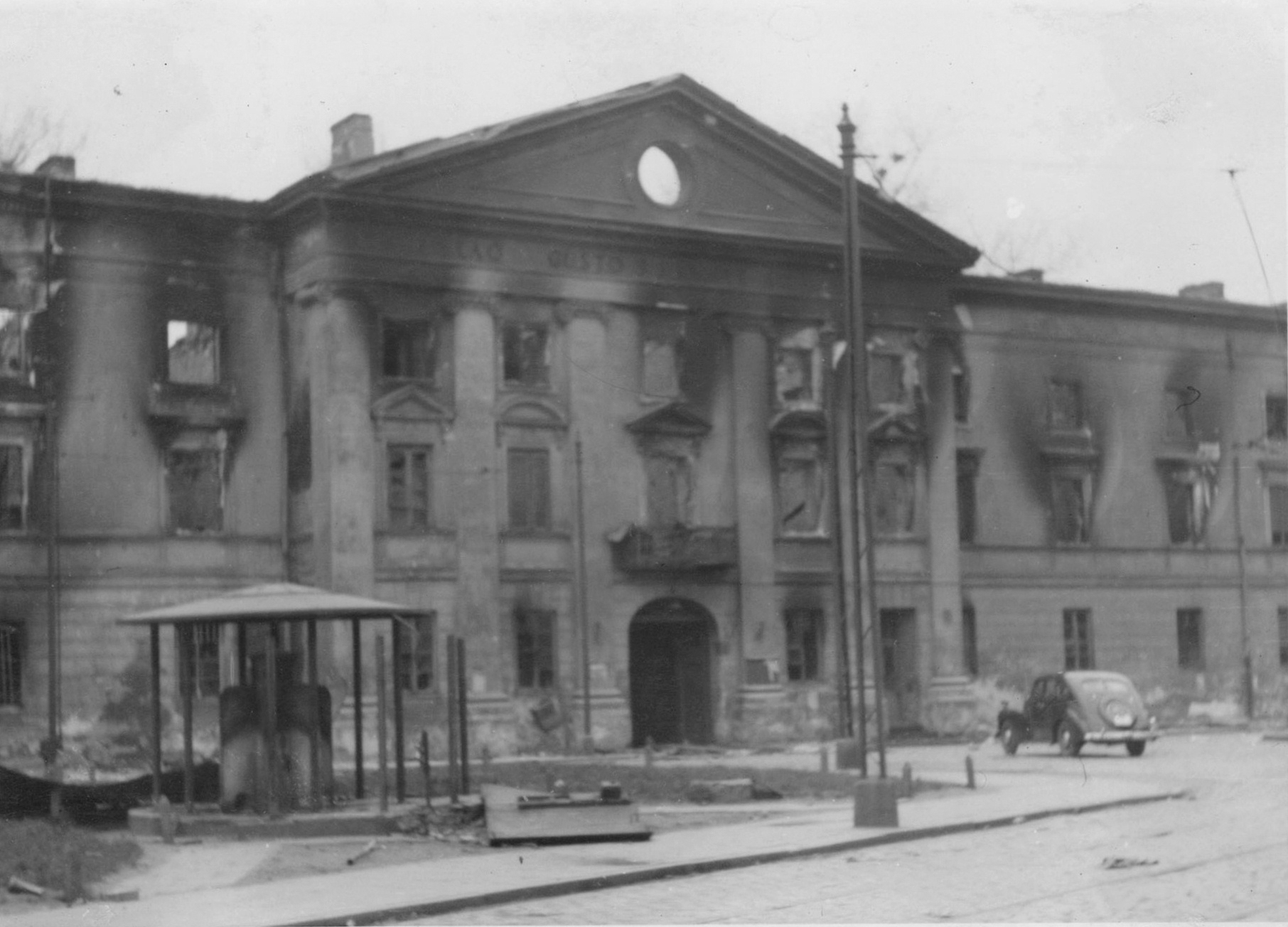
Bâtiment du Judenrat de Varsovie après le soulèvement du ghetto (19, rue Zamenhof).

La plupart des représentants des Judenrats n'acceptaient pas l'idée d'évasion, de fuite dans les bois, de collaboration avec les partisans armés. Cependant un nombre significatif de membres des Judenrats et de dirigeants des ghettos prirent une part active dans l'organisation de la lutte armée contre les nazis et appuyèrent activement les liens avec les mouvements de Résistance juive pendant la Shoah — par exemple dans le ghetto de Minsk et dans celui de Lakhva.
Quelques Judenrats participèrent immédiatement aux activités des organisations clandestines ; d'autres participèrent avec elles dans une certaine mesure. Mais toujours, ils essayaient en même temps de sauver les Juifs du ghetto, et, bien entendu, de se sauver eux-mêmes et de lutter contre les Allemands. Les chefs du ghetto se comportaient, quant à eux, de manière très différente : Chaim Rumkowski dans le ghetto de Łódź luttait contre les organisations clandestines, G. Landaou dans le ghetto de Chișinău ne les aidait pas mais ne leur mettait pas d'obstacles, à Šiauliai en Lituanie et à Loutsk en Ukraine, les représentants du Judenrat essayaient eux-mêmes d'armer les prisonniers et de commencer l'insurrection.
Dans le ghetto de Białystok, le représentant du Judenrat Barache commença par agir avec les opposants, témoignant par tous les moyens son soutien et sa collaboration à Mordechaj Tenenbaum, l'organisateur et le chef de la résistance juive, et transmettait par son intermédiaire de l'argent et de l'or pour que les clandestins de Varsovie puissent acheter des armes. Barache ne cessa d'aider les opposants qu'en février 1942, quand les Allemands assassinèrent plus de 10 000 Juifs du ghetto de Białystok et qu'il décida d'agir avec la plus grande prudence pour sauver ceux qui survivaient.
Il faut aussi savoir que les membres des organisations d'opposants clandestins essayaient de s'introduire dans les Judenrats parce que cela leur donnait plus de possibilités d'agir contre les occupants.
Selon l'opinion de nombre de témoins, se représenter la direction des Judenrats, comme menant docilement les Juifs ainsi que des « moutons à l'abattoir », n'est pas une image conforme à la réalité. Presque 30 % des dirigeants des Judenrats dans les ghettos s'opposaient aux Allemands par tous les moyens possibles. Ce qui était beaucoup plus que, par exemple, le pourcentage des opposants et des chefs des régions occupées.

## Données sur le sort des membres des Judenräte de Pologne
L'enquêteur américain Iashiel Trunk a rassemblé les données suivantes sur le sort de 720 membres de Judenräte en Pologne :
| Sort                        | Nombre | Pourcentage |
| --------------------------- | ------ | ----------- |
| Destitués                   | 21     | 2,9         |
| Arrêtés                     | 13     | 1,8         |
| Expulsés pour extermination | 182    | 25,3        |
| Tués ou déportés            | 383    | 53,2        |
| Suicides                    | 9      | 1,2         |
| Mort naturelle              | 26     | 3,6         |
| Survivants                  | 86     | 12          |
| Total                       | 720    | 100         |

## Après la guerre
À l'époque de l'occupation par les nazis, la plupart des membres des Judenrats furent tués par les Allemands. Cependant après la libération des territoires occupés, les forces soviétiques traitèrent beaucoup de survivants comme des complices des fascistes et exercèrent une répression à leur encontre, le plus souvent en les fusillant.
À la suite du développement en URSS d'une nouvelle tendance de la propagande dans les années 1970-1980, les journalistes ne se souvenaient plus de la Shoah que lorsqu'il s'agissait de condamner les Judenrats de collaboration avec les nazis. Les organes de presse soviétiques ne pensaient pas à l'absurdité de leur condamnation des Juifs comme « complices des fascistes », sans égard au fait que le but des nazis était l'extermination des Juifs.
En URSS, les récits sur la « collaboration des judenrats avec les fascistes » devinrent partie du répertoire de la propagande antisioniste, alors que ces récits n'avaient rien à voir ni avec Israël ni avec le sionisme. À cette fin les journalistes choisissaient des photos où les membres des Judenrats portaient l'étoile de David sur leurs vêtements pour apporter, dans leur esprit, la preuve qu'ils agissaient comme des sionistes.

## Critique de l'action des Judenrats
Dès le moment de leur création, les activités des Judenrats faisaient apparaître des contradictions. Une partie des gens considérait les membres des Judenrats comme des collaborateurs des nazis, cherchant seulement des accommodations, et souhaitant survivre à tout prix. D'autres pensaient que le travail du Judenrat permettait d'aider, ne fût-ce que quelque peu, la résistance et de sauver des Juifs. La plupart des prisonniers essayaient par tous les moyens de nuire au Judenrat et de gêner son action, les uns en se soustrayant aux ordres et aux travaux obligatoires, les autres en refusant de collaborer avec les membres des Judenrats. Dans plusieurs ghettos, il y eut des grèves et des manifestations contre les Judenrats. Cependant face aux accusations catégoriques des Judenrats de complicité volontaire avec les Allemands, il convient de prendre en considération le fait que les Judenrats étaient forcés de diriger la communauté du ghetto dans des conditions absolument nouvelles et inconnues jusqu'alors,.
Évidemment, à la constitution des Judenrats, il se trouvait toujours au nombre des prisonniers, des gens qui essayaient à tout prix d'obtenir de meilleures conditions de vie et d'éviter la mort au détriment des autres prisonniers. Ils collaboraient avec les nazis pour n'importe quelles activités des Judenrats. Certains aidaient à l'organisation des massacres de masse, soutenaient l'activité de la police juive dans le ghetto, avec des pots-de-vin ils prolongeaient leur vie sur le compte de celle des autres. Dans la plupart des cas, les Judenrats respectaient les ordres des forces allemandes et prenaient la décision de sacrifier des membres de la communauté dans l’intérêt des autres, suivant l'expression « couper un bras pour sauver tout le corps ». Ils contraignaient les prisonniers aux travaux les plus lourds, rassemblaient les « contributions » pour les nazis, et ne pouvaient pas toujours aider les affamés et les malades. Parmi eux, il y avait des maîtres-chanteurs et des voleurs, des gens insensibles. Mais, malgré tout, la majorité des prisonniers du ghetto recevait de l'aide du Judenrat et lui en était reconnaissants,,.
Il convient particulièrement de remarquer que l'idée des Judenrats du « travail pour rester en vie » était soutenue inconditionnellement par la majorité des habitants du ghetto. Même les partisans combattants du ghetto, continuellement en conflit avec le Judenrat, ne présentaient aucune objection à l'existence de ceux-ci, et, dans la plus grande majorité des situations, n'exprimaient pas ouvertement leur opposition parce qu'ils comprenaient parfaitement la nécessité du travail du Judenrat et toutes les difficultés de leurs tentatives incessantes de sauver le ghetto.
Néanmoins, après la Seconde Guerre mondiale et spécialement en Israël, les Judenrats furent utilisés comme repoussoirs et opposés aux résistants juifs, comme ceux qui déclenchèrent les insurrections des ghettos comme celle de Varsovie ou de Bialystok, les uns symbolisant le juif faible, veule, prêt à toutes les compromissions et les autres, le nouveau juif, fier, prêt à se défendre. Cette opposition fut particulièrement vive lors des procès Kastner en Israël, dans les années 1950 (bien que Kastner n’ait jamais fait partie d’un Judenrat et que son sionisme et son socialisme l’isolaient plutôt au sein des communautés juives d’Europe de l’Est).

### Filmographie
- 2013 : Le Dernier des injustes de Claude Lanzmann, l'histoire de Benjamin Murmelstein
- 2013 : Hannah Arendt de Margarethe von Trotta